# Jorge Maluly
Jorginho Maluly, nascido Jorge de Faria Maluly (São Paulo, 7 de setembro de 1960) é engenheiro civil, advogado, empresário, pecuarista e político brasileiro, filiado ao partido Solidariedade. Filho do também político Jorge Maluly Netto, elegeu-se vereador em Mirandópolis (1989-1992), município de São Paulo, e depois prefeito da mesma cidade por duas vezes (1997-2000 e 2001-2004). Entre 1999 e 2002, ocupou a presidência do Comitê da Bacia Hidrográfica do Baixo Tietê e foi conselheiro do Conselho Estadual de Recursos Hídricos, no mesmo período. Na eleição de 2006 recebeu 88.523 votos para deputado federal e passou a ocupar a primeira suplência. Em 2007, assumiu como suplente mandato em virtude do afastamento do deputado Walter Feldmam, sendo efetivado em 01/01/2009, na vaga do deputado Silvinho Peccioli, que foi eleito prefeito de Santana de Parnaíba.

## Biografia
Aos 16 anos, já se preparava para o ensino universitário. Mesmo recuperando-se de um acidente aéreo, prestou vestibular no leito de um hospital e foi aprovado em segundo lugar para o curso de Engenharia Civil da FAAP. Na atividade acadêmica iniciada aos 17 anos, exerceu monitoria em Saneamento Básico e estágio realizado entre 1981 e 1982, na Construtora Romeu Chap Chap, participando do projeto de construção de três edifícios de alto padrão. Aos 22 anos, concluiu a graduação.
Em 1984, após atuar pelo período de um ano como engenheiro titular da Construtora Chap Chap, fundou a construtora JFM Ltda. Construiu aproximadamente mil unidades habitacionais em Araçatuba, Guaraçaí, Jaci, Laranjal Paulista e Mirandópolis; construiu também escolas, creches, praças e postos de saúde em várias cidades do Noroeste Paulista e de outras regiões como Salto, São Carlos e Jundiaí. 
A JFM também assinou obras de engenharia civil em destilarias e usinas como Alcoolvale (Aparecida do Taboado, MT), Alcomira (Mirandópolis), Unialco (Araçatuba) e obras no setor viário, como a manutenção da ponte sobre a Barragem de Jupiá, que até 2016 era a única alternativa viária na interligação dos estados de São Paulo e Mato Grosso do Sul.

## Vida pessoal
Jorginho Maluly é casado com a renomada chef de cozinha Vera Sauma Maluly, com quem tem quatro filhos: á médica geriatra Ana Carolina, o publicitário e apresentador de televisão Jorge, o Joca, Vanessa e Lucas. É engenheiro civil, advogado, agropecuarista e empresário da construção civil. De 1983 até 1996, exerceu as atividades de sócio-proprietário e superintendente da Usina Alcomira S/A, atual Usina Mundial-Raízen Energia (Mirandópolis).